# Улюбленець учителя
Улюбленець учителя (Мазунчик учителів) — мультфільм 2004 року.

## Сюжет
Спот Хелперман — щеня, що вміє читати і писати. Мріючи здобути освіту, він примудряється під виглядом хлопчика відвідувати школу разом зі своїм господарем Леонардом. У результаті він стає кращим учнем 4-го класу. Коли ж дивакуватий учений доктор Кренк надає Споту шанс стати справжнім хлопчиком, маленькі собачі труднощі знаходять масштаб загальнолюдських проблем.